# Sveti Publije
Sveti Publije (Malta, 33. – Atena, o. 112. ili o. 161. – 180.), biskup i mučenik, zaštitnik Malte.

## Životopis
Rođen je na Malti oko godine 33. Prema izvještaju svetog Luke u Djelima apostolskim, Publije se pobrinuo za svetog Pavla kad je on kao zatvorenik brodom plovio u Rim i zbog brodoloma se prisilno iskrcao na Publijevom otoku.
Mučen je za vrijeme progonstva cara Hadrijana, a kanoniziran je 1634. godine. Njegov blagdan se slavi 21. siječnja u Rimokatoličkoj crkvi, a u pravoslavnoj crkvi se njegov blagdan slavi 13. ožujka.